# Roger-Patrice Pelat
Pour les articles homonymes, voir Pelat.
Roger-Patrice Pelat, né le 31 juillet 1918 à Saint-Cloud (Hauts-de-Seine) et mort le 7 mars 1989 à Neuilly-sur-Seine (Hauts-de-Seine), est un ancien résistant, homme politique et homme d'affaires, ami personnel de François Mitterrand, inculpé le 16 février 1989 dans l'affaire Pechiney-Triangle pour délit d'initié.

## Carrière
Roger-Patrice Pelat s'est lié d'amitié avec François Mitterrand pendant leurs mois de détention en tant que prisonniers de guerre dans un stalag allemand. Ensemble, les deux jeunes sous-officiers s'évadent, profitant à Metz du réseau de sœur Hélène, puis Roger-Patrice Pelat entre dans la Résistance.
Il fut de 1971 à 1982 élu au conseil général de l'Essonne dans le canton de La Ferté-Alais et maire de Boutigny-sur-Essonne de 1965 à 1983.
Roger-Patrice Pelat meurt le 7 mars 1989 à l'hôpital américain de Neuilly d'un arrêt cardiaque, à l'âge de 70 ans. Il était sous le coup d'une inculpation prononcée le 16 février, dans le cadre de l'instruction ouverte sur des délits d'initié qui ont précédé le rachat d'American National Can (ANC) par Pechiney en novembre 1988.

## Affaire Péchiney
Devenu un richissime homme d'affaires, cet ami intime du président est inculpé le 16 février 1989 de recel de délit d'initié à l'occasion du rachat de la société American Can Company par la société Pechiney (affaire Pechiney-Triangle).
Son informateur, Alain Boublil, directeur de cabinet du ministre des finances (à cette période) Pierre Bérégovoy, fut relaxé en première instance mais condamné pour ces faits en appel.
Le tribunal en première instance écrit : « Ces présomptions seraient de nature à établir la culpabilité d'Alain Boublil s'il avait été à cette date le seul à détenir les informations et à connaître l'une au moins des personnes qui en ont profité. [...] Le partage de ce secret avec Samir Traboulsi, qui entretenait également des relations avec Roger-Patrice Pelat et l'avait, lui aussi, vu la veille, laisse planer un doute qui doit bénéficier au prévenu ». Alain Boublil sera relaxé. 

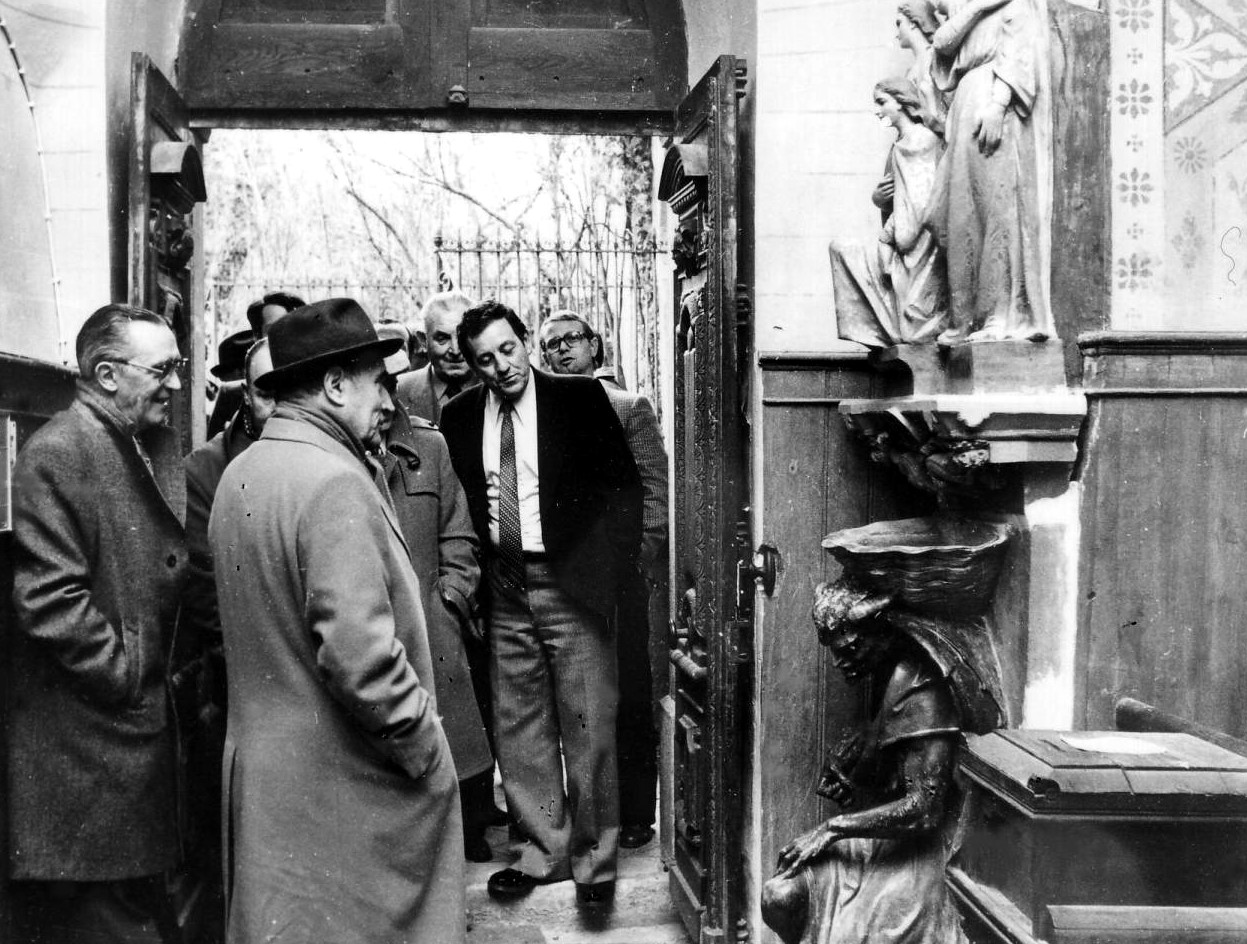
Roger-Patrice Pelat avec François Mitterrand lors de sa visite à Rennes-le-Château, le 2 mars 1981.

Mais la cour d'appel estime que « les circonstances dans lesquelles l'information a été divulguée font ressortir qu'à la date où celle-ci a été transmise à Roger-Patrice Pelat, seul Alain Boublil [...] était en mesure de connaître en substance et d'une façon suffisamment précise les renseignements dont il s'agit [...]. Il est dès lors acquis que Boublil a été ainsi [...] l'informateur de Roger-Patrice Pelat ».

## Affaire du prêt à Pierre Bérégovoy
En 1986, Pierre Bérégovoy avait bénéficié d'un prêt d'un million de francs sans intérêts (~ 152 449 €), enregistré devant notaire, pour l'achat d'un appartement de cent mètres carrés rue des Belles-Feuilles, dans le 16e arrondissement de Paris. Ce prêt est remboursable au plus tard le 31 décembre 1995.
À la mort de Roger-Patrice Pelat en 1989, Pierre Bérégovoy avait remboursé 500 000 FF (~ 76 225 €) en argent. La somme restante avait ensuite partiellement été remboursée.
En février 1993, Le Canard enchaîné révèle l'existence de ce prêt. Pierre Bérégovoy est entretemps devenu Premier ministre. L'affaire mine toute la campagne législative menée par ce dernier pour le Parti socialiste.

## Corée du Nord
Grâce à lui, l'entreprise CBC obtient en 1984 le contrat de construction d'un complexe hôtelier à Pyongyang (Corée du Nord). Cet épisode est ensuite mis en relation avec le souhait de François Mitterrand, alors candidat à l'élection présidentielle de 1981, de développer des relations économiques franco-nord-coréennes. En guise de remerciement, Roger-Patrice Pelat voit restaurer gratuitement (le coût est estimé à 20 millions de francs) sa propriété en Sologne.

## Famille
Ses fils Patrice et Olivier ont fondé la société immobilière et foncière Européquipements. En 2003, Patrice cède à son frère Olivier ses parts pour une somme symbolique alors que les profits lui avaient été dissimulés, il essaiera de faire annuler la vente et se suicidera avant le jugement de l'affaire en 2013.
Olivier Pelat – aujourd'hui considéré comme l'un des plus importants magnats français de l'immobilier et de l'hôtellerie – place sa famille parmi l'une des 100 plus riches de France (classée #78), avec une fortune estimée à 1,6 milliard d'euros en 2024, selon le magazine Challenges.